# Elaeocarpus oblongus
Elaeocarpus oblongus là một loài thực vật có hoa trong họ Côm. Loài này được Joseph Gaertner mô tả khoa học đầu tiên năm 1791.